# Берлинский, Дмитрий Романович
Дмитрий Романович Берлинский (род. 1969, Ленинград) — советский и российский скрипач, музыкальный педагог. Лауреат первой премии международного конкурса скрипачей имени Паганини (1985).

## Биография
Дмитрий Берлинский родился в семье музыкантов в городе Ленинграде, ныне Санкт-Петербург. Своё музыкальное образование он начал в Специальной музыкальной школе при Санкт-Петербургской консерватории. Высшее музыкальное образование получил пройдя обучение в Московской консерватории имени П. И. Чайковского.
Концертная жизнь музыканта началась очень рано. Будучи шестнадцатилетним учеником музыкальной школы в Ленинграде, в 1985 году, он стал самым молодым победителем в истории международного конкурса академических скрипачей имени Паганини.
Мировая общественность обратила внимание на юного таланта и вслед за этим Дмитрий становится победителем крупнейших международных конкурсах мира. В последующим он становится лауреатом международных конкурсов имени Чайковского и имени королевы Елизаветы в Брюселле. На международном конкурсе в Монреале ему присуждается Гран-При. После такого успеха Дмитрий Берлинский получил приглашение пройти стажировку в США, где и обосновывается.
Уже в молодом возрасте скрипач Берлинский выступил с концертами в лучших залах мира: Линкольн Центр и Карнеги-Холл в Нью-Йорке, Большой зал Консерватории в Москве, Сантори Холл в Токио, Большой зал филармонии в Санкт-Петербурге, Бетховен Холл в Бонне, Гевандхаус в Лейпциге и многих других.
Дмитрий Берлинский активно гастролирует по миру. Он произвёл звукозапись своих концертов на компакт диски и стал обладателем премии корпорации Sony.
В 2001 скрипач стал профессором Мичиганского государственного университета. Подготовил многих лауреатов международных музыкальных конкурсов. Берлинского приглашали работать ведущие оркестры мира.
В 2004 году Дмитрий Романович создаёт коллектив "International Chamber Soloists", камерный оркестр вместе с которым в настоящее время выступает с гастролями.
В 2010 году Берлинского назначают Артистическим Директором "Southampton Arts Festival" - фестиваля в Нью- Йорке.
Его виртуозное владение скрипкой и исполнение было продемонстрировано в документальных фильмах “Жизнь на Юпитере” и “Нью-Йорк", удостоенных премии "Эмми".
Берлинский входил в состав членов жюри нескольких престижных музыкальных конкурсов, включая Международный конкурс имени Паганини в Генуе, Вашингтонский Международный струнный конкурс, прослушивания молодых концертных артистов в Нью-Йорке, прослушивания в Филадельфии и Леопольда Ауэра в Санкт-Петербурге.